# 福岡医療専門学校
福岡医療専門学校（ふくおかいりょうせんもんがっこう）は、福岡県福岡市早良区祖原にある医療系私立専門学校。
2010年4月1日に福岡柔道整復専門学校と福岡医療リハビリテーション専門学校が統合して開校した。

## 学科
- 柔道整復科(柔道整復師育成)
- 鍼灸科(鍼灸師・美容鍼灸・スポーツ鍼灸育成)
- 理学療法科(理学療法士育成)
- 診療放射線科(診療放射線技師育成)
- 看護科(看護師育成)
- 歯科衛生科(歯科衛生士育成) [新設予定]

## 附属実習施設
- 福柔接骨鍼灸院
- 福岡医療学院整骨院鍼灸院
- 福岡医療クリニック

## 付属施設
- East-West

## 資格
- 柔道整復師試験受験資格
- はり師試験・きゅう師試験受験資格
- 理学療法士国家試験受験資格
- 診療放射線技師受験資格
- 看護師受験資格

## アクセス
- 福岡市営地下鉄西新駅から徒歩4分